# Anzola d'Ossola
Pour les articles homonymes, voir Anzola.
Anzola d'Ossola est une commune italienne de la province du Verbano-Cusio-Ossola dans la région Piémont en Italie.

## Histoire

Anzola d'Ossola par Paolo Monti
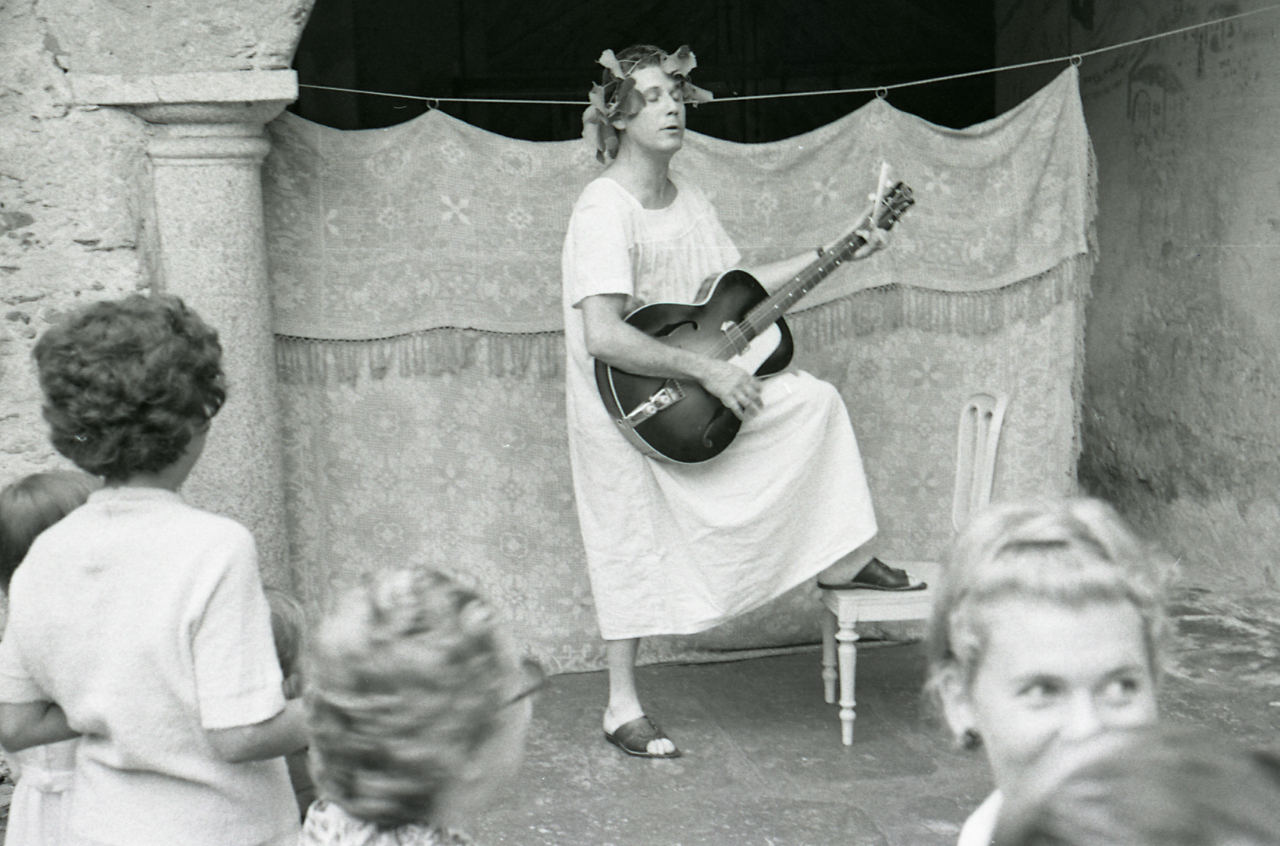
1963
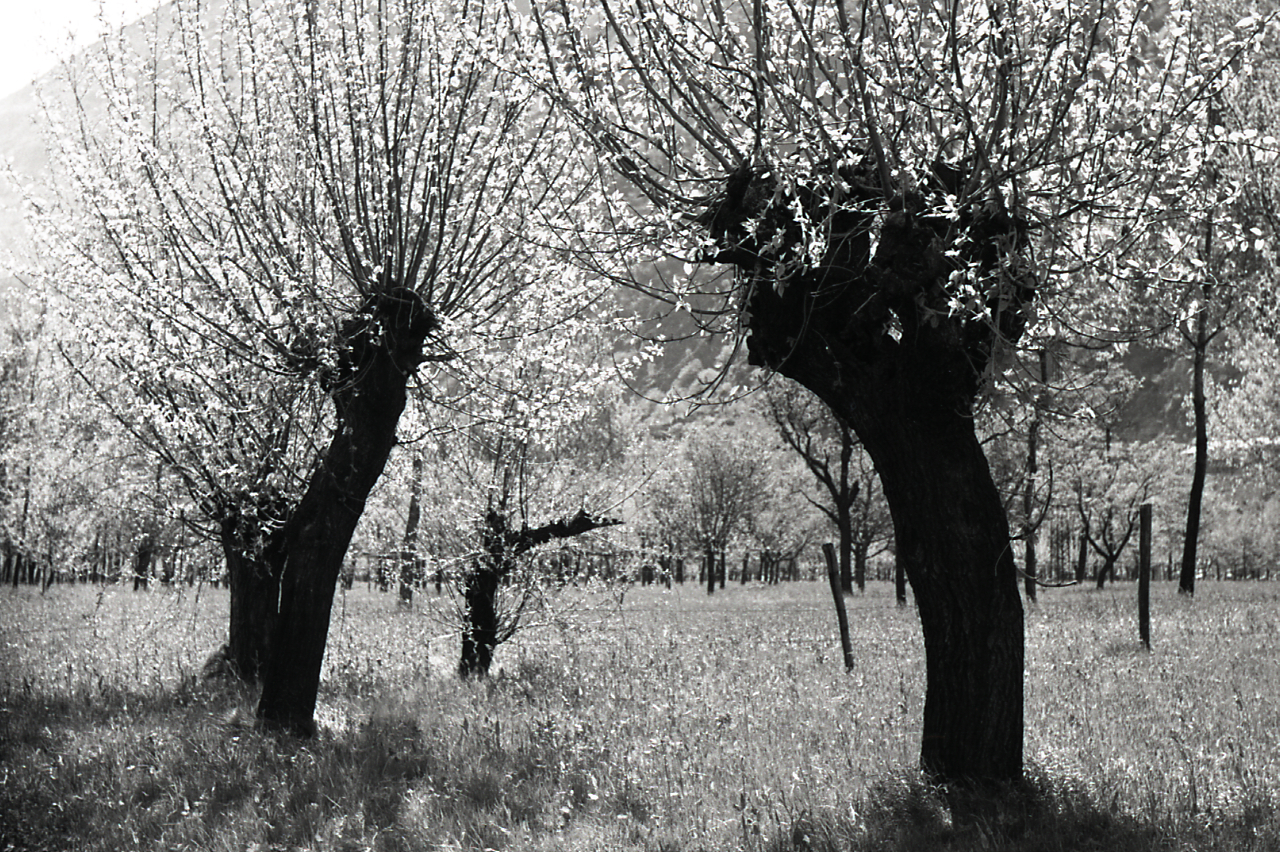
1967
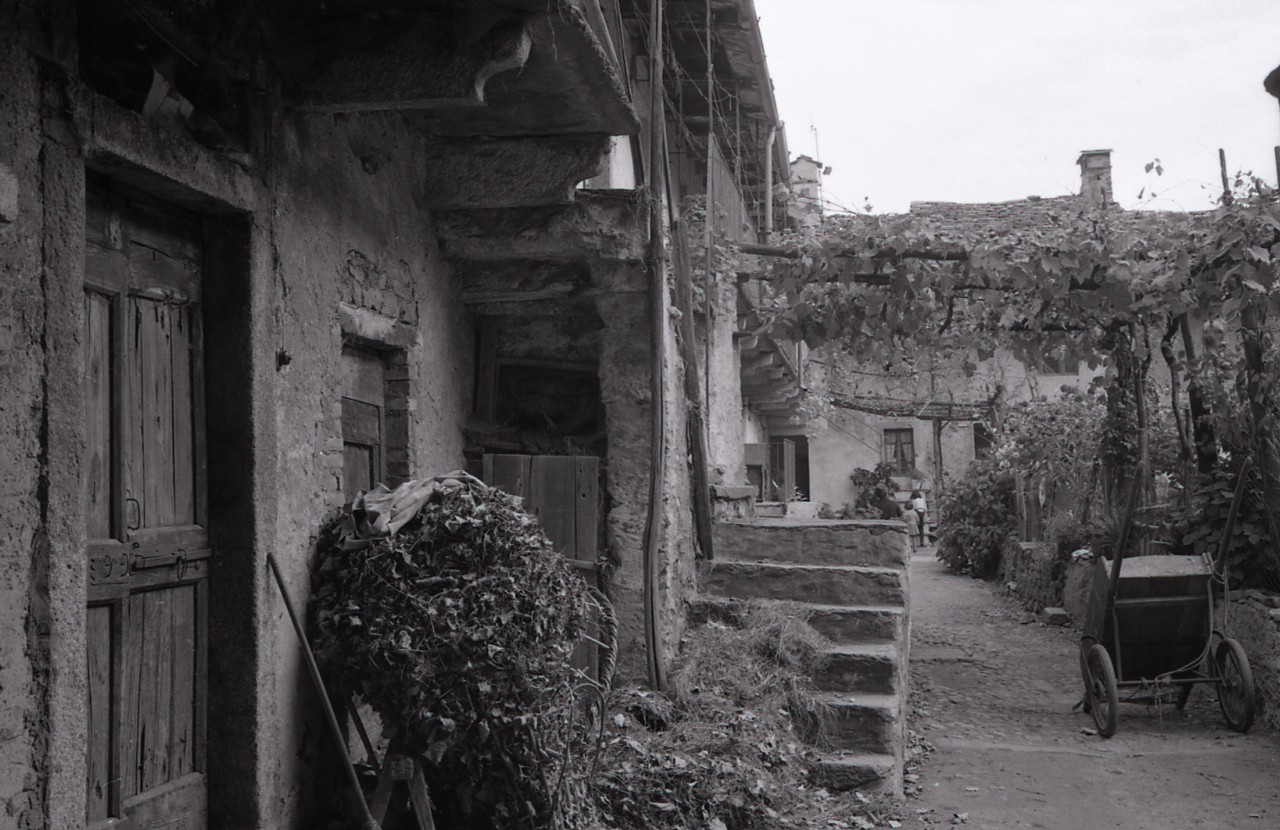
1969
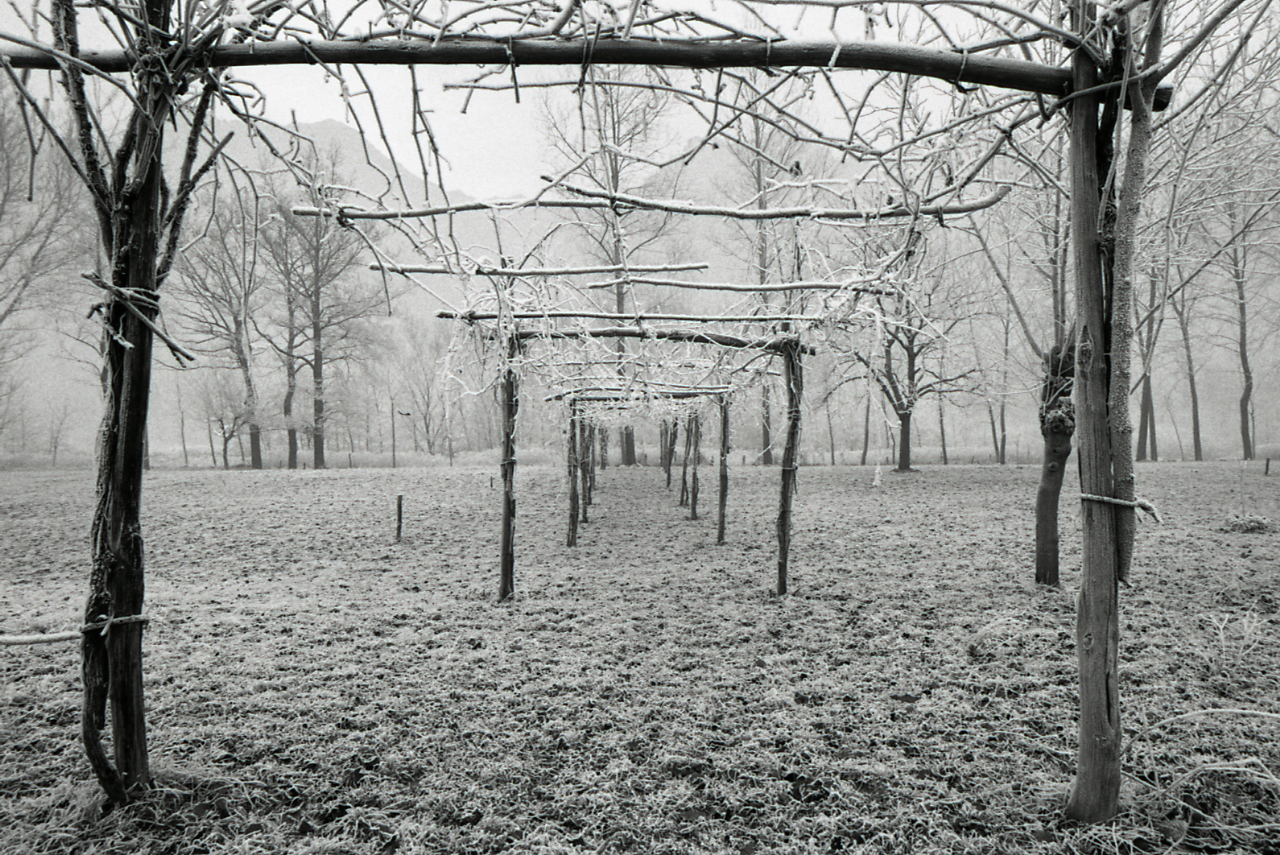
1972
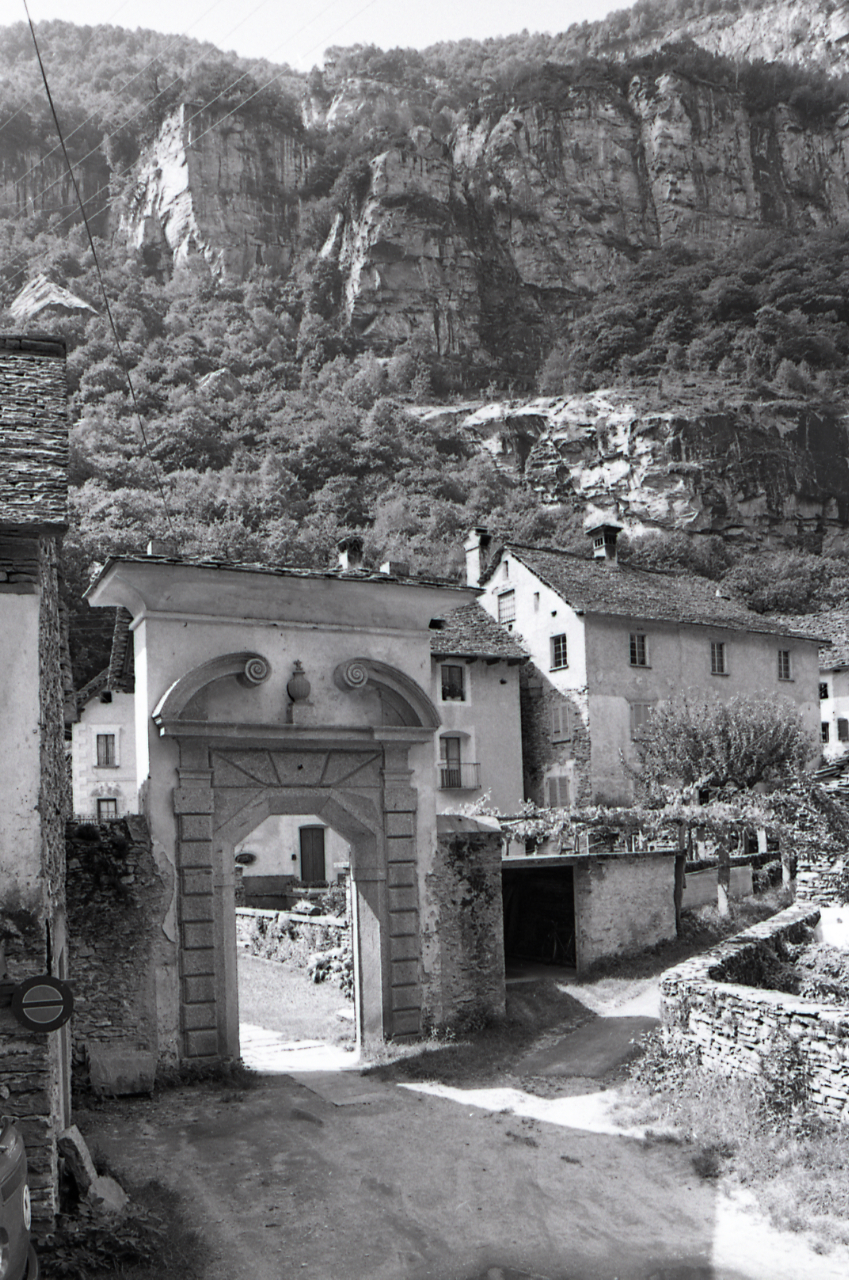
1979
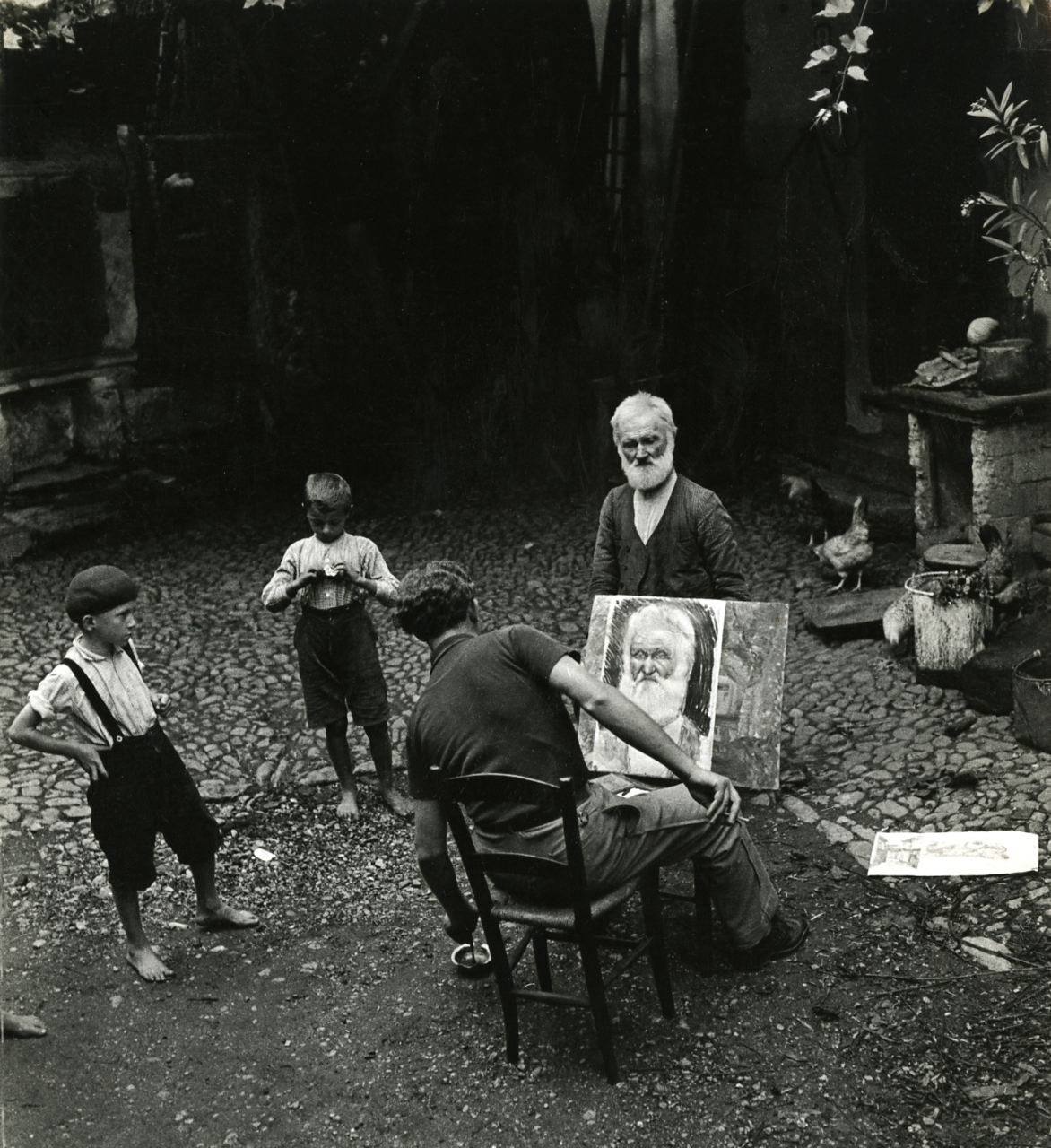
1980
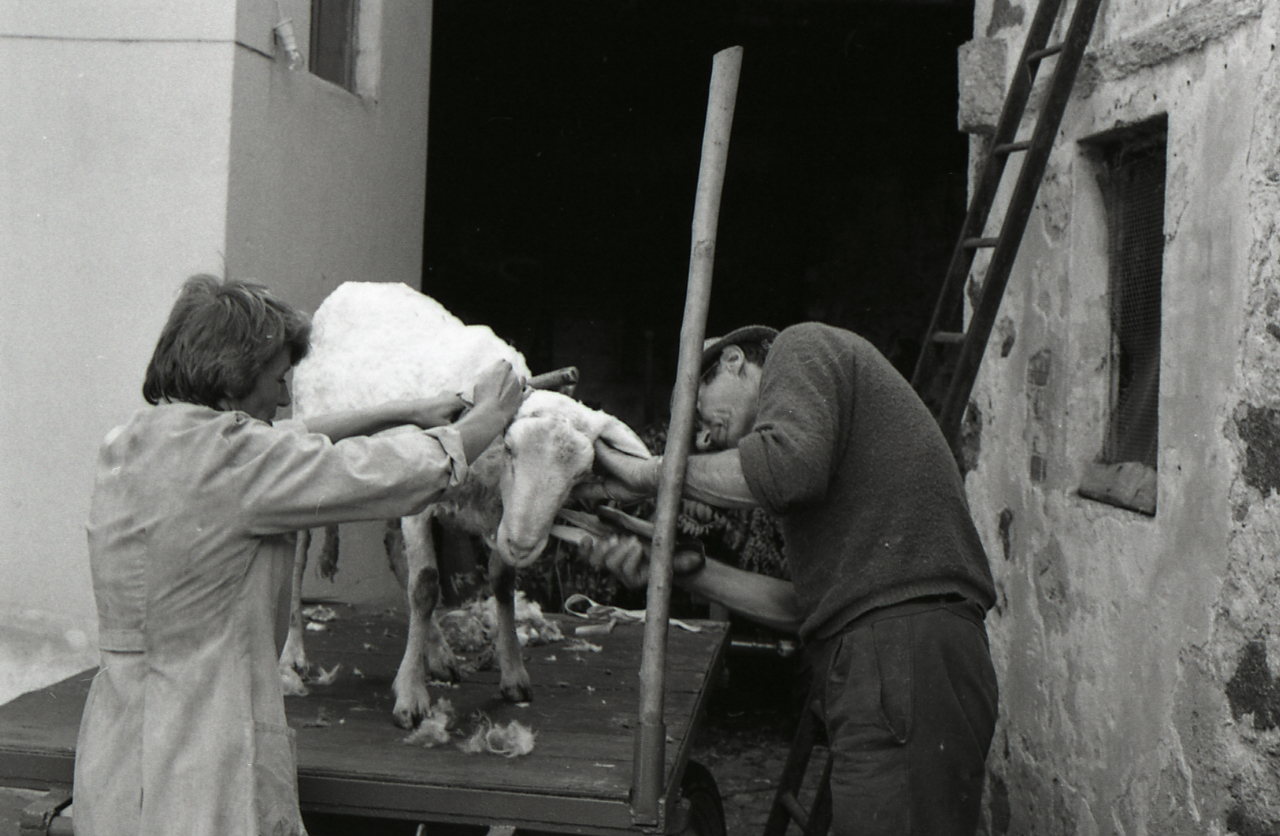
1982

## Administration
| Période                                  | Période | Identité | Étiquette | Qualité |
| ---------------------------------------- | ------- | -------- | --------- | ------- |
|                                          |         |          |           |         |
| Les données manquantes sont à compléter. |         |          |           |         |

### Communes limitrophes
Massiola, Ornavasso, Pieve Vergonte, Premosello-Chiovenda, Valstrona